# Шавшетский хребет
Шавше́тский хребе́т (груз. შავშეთის ქედი) — горный хребет на юго-западе Закавказья, на границе Аджарии и Турции.
Протяжённость хребта составляет около 65 км. Высшая точка — гора Хева (2812 м). Хребет сложен вулканогенным флишем и песчаниками. Преобладают платообразные поверхности. На склонах произрастают широколиственные и елово-пихтовые леса с вечнозелёным подлеском. На гребне — субальпийские луга.